# Compensación de la aguja náutica

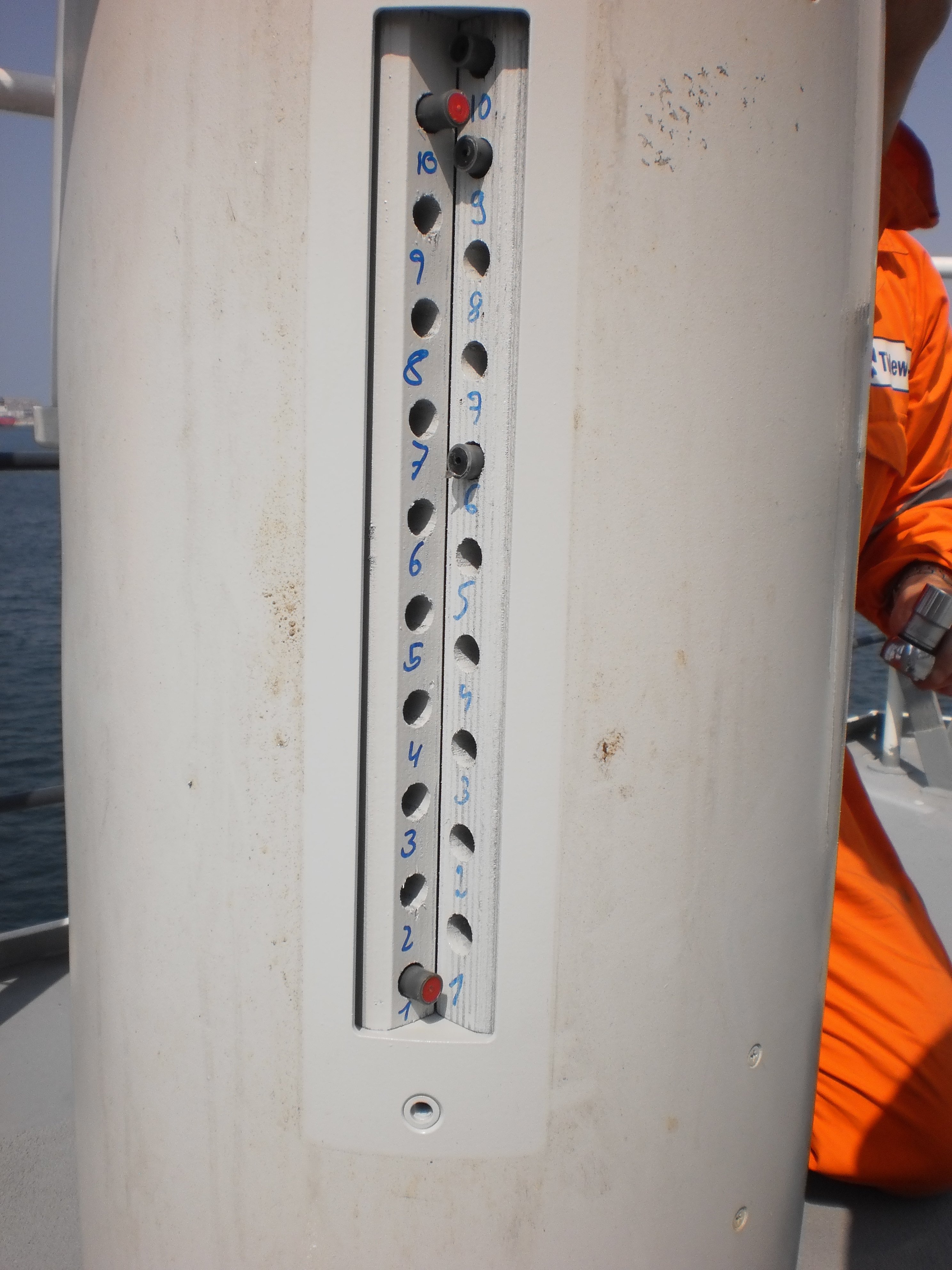
Agujeros de una bitácora para insertar imanes.

La compensación de la aguja náutica es una operación que se realiza a la aguja o compás magnético de un barco para reducir al mínimo posible el desvío con respecto al norte magnético. El desvío se debe a la influencia de los materiales magnéticos y los circuitos eléctricos propios del barco. 
La compensación debe realizarse a intervalos regulares de tiempo (normalmente cada uno o dos años dependiendo de las legislaciones de los diferentes países), o después de que un buque se ha pasado mucho tiempo parado al mismo rumbo (en dique seco o inmovilizado en un muelle). La compensación ha de ser realizada por personal especialista, normalmente capitanes de la Marina mercante autorizados por la administración marítima. El objeto principal de la compensación es hacer que la fuerza directriz que actúa sobre la aguja del compás sea constante a todos los rumbos. 

## Correctores

Esquema de una bitácora con los elementos usados para corregir el desvío de aguja: 1- Lantías. 2- Esferas de Thomson. 3- Alojamiento para imanes longitudinales. 4- Alojamiento para imanes transversales. 5- Barra Flinders.

La aguja magnética se compensa por medio de imanes permanentes colocados vertical, transversal y longitudinalmente en la bitácora, en las proximidades de la aguja, así como con masas de hierro dulce de forma esférica (esferas de Thomson) o cilíndrica (cilindros de Módena) de dimensiones adecuadas y dispuestas simétricamente a ambos lados de la bitácora y a la altura de la aguja. Los imanes y las masas de hierro reciben el nombre de "correctores". 
- Los imanes longitudinales y transversales son cilíndricos, fabricados de acero al tungsteno o de acero al cobalto, están pintados de rojo y azul indicando sus polos y su tamaño es variable, según el tipo de aguja que se vaya a compensar. Se colocan en la bitácora dentro de unos alojamientos especialmente hechos ellos en el plano transversal (Estribor-Babor) y en el plano longitudinal (Proa-Popa). En los primeros se colocan de uno en uno, y en los segundos por parejas uno a cada banda. Sirven para corregir el magnetismo permanente horizontal (desvío semicircular) producido por los hierros duros de a bordo, los cuales son los causantes del magnetismo permanente, cuyo valor cambia de signo cada 180°.

- Los imanes de escora son de las mismas características que los anteriores pero un poco más largos. Se alojan verticalmente en un estuche de latón que cuelga bajo el centro de la rosa y mediante un mecanismo los podemos acercar o alejar de ella. Sirven para corregir los desvíos que aparecen cuando un barco da balances acusados (desvío de escora).

- Con las esferas de hierro dulce, de diámetros variables que pueden llegar hasta los 305 mm., se anula el desvío cuadrantal producido por los hierros dulces de a bordo, que dan lugar a un campo magnético accidental, que varía con el rumbo del buque y cuyo valor cambia de signo cada 90°. Las esferas se atornillan, por parejas, a unos soportes que lleva la bitácora normalmente de través. Los centros de las esferas deben quedar a la altura del centro de la rosa y a igual distancia de la misma.

- En la compensación del campo magnético accidental se tienen también en cuenta los efectos de los hierros dulces verticales, e incluso de los inclinados, en cuyo caso se anulan las componentes vertical, horizontal y transversal de los mismos.

- La corriente eléctrica continua, con la que se alimentan los equipos electrónicos de a bordo, produce también campos magnéticos. Su efecto se puede eliminar entrelazando sus cables de alimentación o alejándolos del compás.

- Cuando un barco está previsto que navegue cambiando mucho de latitud, los desvíos producidos por el magnetismo accidental se compensan, además, por una barra especial de hierro dulce denominada "barra Flinders", que se aloja en un estuche de latón que lleva la bitácora en una de sus caras, normalmente la que mira hacia proa.

Si la aguja está bien instalada es posible compensar casi todos los desvíos, aunque suelen quedar desvíos de muy pequeño valor llamados "desvíos residuales", que también se pueden calcular. Estos desvíos residuales se ponen por escrito en una tabla de desvíos que el piloto consultará para conocer el rumbo y la demora verdaderos.

## Operación
La operación de compensar un buque en la mar lleva tiempo, ya que el buque tiene que hacer giros de 360° y estabilizarse a los diferentes rumbos. Antes de efectuar la compensación hay que preparar adecuadamente el buque, para lo cual se tendrá en cuenta: que esté adrizado y en condiciones análogas a las de sus navegaciones, colocar en su posición habitual todos los objetos metálicos próximos a la aguja, comprobar la coincidencia de la línea de fe con el plano de crujía, hacerle la prueba de estabilidad a la aguja, comprobar la buena alineación de los taxímetros y asegurarse que no hay materiales magnéticos olvidados en las proximidades de la bitácora.